# Eurosis
Eurosis — третий студийный альбом испанской ска-панк группы Ska-P, вышедший в 1998 году.

## Об альбоме
Особое внимание следует уделить обложке альбома — она представляет собой колоду игральных карт с монетой евро в центре, украшенную ракетами, пулемётами и шприцами. Название альбома является игрой слов — neurosis (невроз) и euro (евро). Обложка и название альбома являются своеобразным протестом группы против установления евро-валюты как государственной.

## Список композиций
1. «Circo Ibérico»
2. «Villancico»
3. «España Va Bien»
4. «Paramilitar»
5. «Simpático Holgazán»
6. «Kémalo»
7. «Poder Pa’l Pueblo»
8. «Juan Sin Tierra»
9. «Kacikes»
10. «América Latina Libre»
11. «Al Turrón»
12. «Seguimos en Pie»